# USS Fuller (DD-297)
USS Fuller (DD-297) – amerykański niszczyciel typu Clemson służący w United States Navy po I wojnie światowej. Został nazwany od Edwarda Fullera.
"Fuller" został zwodowany 5 grudnia 1918 w Bethlehem Shipbuilding Corporation w San Francisco. Matką chrzestną była pani Gladys Sullivan. Okręt został przyjęty do służby 28 lutego 1920 z komandorem podporucznikiem R. E. Rogersem jako dowódcą.
Po dziewiczej podróży na Hawaje niszczyciel dotarł do swojego portu macierzystego w San Diego 28 kwietnia 1920 i wraz z innymi niszczycielami brał udział w ćwiczeniach w pobliżu zachodniego wybrzeża Kalifornii i Oregonu. W lutym i marcu 1923 dołączył do Battle Fleet przeprowadzającej ćwiczenia w strefie Kanału Panamskiego. Później uczestniczył w ćwiczeniach przeciwlotniczych i w eksperymentalnym wystrzeliwaniu torped w pobliżu San Diego.
W lipcu 1923 wraz ze swoim dywizjonem popłynął na północ na manewry i remont w Puget Sound Naval Shipyard. W czasie manewrów w pobliżu wybrzeża uczestniczył w katastrofie przy Przylądku Honda. 8 września okręty dywizjonu podczas mglistej nocy weszły na skały w pobliżu przylądka Honda z powodu błędu w obliczeniach nawigacyjnych. 
"Fuller" został opuszczony, wszyscy członkowie jego załogi zostali uratowani. Okręt przełamał się później na dwie części i zatonął. Oficjalnie został skreślony ze służby 26 października 1923.